# Aleiodes gressitti
Aleiodes gressitti är en stekelart som först beskrevs av Muesebeck 1964.  Aleiodes gressitti ingår i släktet Aleiodes och familjen bracksteklar. Inga underarter finns listade i Catalogue of Life.